# Cenomanere (Cisalpine Gallien)
 For alternative betydninger, se Cenomanere. (Se også artikler, som begynder med Cenomanere)
Cenomanerne (græsk: Κενομάνοι, Strabon, Ptolemæus; Γονομάνοι, Polybos) var en stamme fra antikkens Cisalpinske Gallien, som beboede området nord for Padus (nutidens Po-flod), mellem insubrerne mod vest og veneterne mod øst. Deres territorium ser ud til at have strakt sig fra floden Addua (eller måske Ollius, den moderne Oglio) til Athesis (moderne Adige).
Hvorvidt disse cenomanere er det samme folk som cenomanerne i Gallia Celtica, som Julius Cæsar mødte, er et omdiskuteret emne (se eventuelt også Aulerci cenomanere).
Både Polybios og Livius nævner dem udtrykkeligt blandt de galliske stammer, der var gået over Alperne inden for historisk tid og havde fordrevet etruskerne fra det område, hvor de etablerede sig og efterfølgende fortsatte med at besætte. (Pol. ii. 17; Liv. v. 35.)
Livius skriver, at omkring 400 f.Kr., under ledelse af Elitovius (Livius V.35), krydsede et stort antal cenomanere ind i Italien, drev etruskerne sydpå og besatte deres territorium.